# Ліга сміху 2017
3-й фестиваль Ліги Сміху розпочали в лютому 2017 року з кастингу в Одесі.

## Судді
- Юрій Горбунов — український телеведучий, шоумен, актор.
- Олексій Потапенко — український поп- і реп-співак.
- Сергій Сивохо — гравець КВК, актор, телеведучий, продюсер, шоумен.
- Антон Лірник — український шоумен, сценарист, телевізійний ведучий, музикант, резидент Камеді Клаб, учасник «Дуету Чехова», режисер та продюсер.
- Ігор Ласточкін — український актор та капітан команди КВК Збірна Дніпропетровська.
- Олена Кравець — українська акторка, кінопродюсер, телеведуча, учасник Студії Квартал-95.
- Ольга Полякова — українська співачка.

## Відбірковий етап
Трансляція на телебаченні відбувалася 17 та 24 лютого на телеканалі «1+1».
| Назва команди                   | Місто        | Тренер            |
| ------------------------------- | ------------ | ----------------- |
| «Библейская сборная»            | Кам'янське   | Олексій Потапенко |
| «Чайка»                         | Кобрин       | Олексій Потапенко |
| «Крупа»                         | Дніпро       | Сергій Сивохо     |
| «Любимый город»                 | Харків       | Сергій Сивохо     |
| «Де Рішельє»                    | Одеса        | Антон Лірник      |
| «Ніколь Кідман»                 | Суми         | Антон Лірник      |
| «Вот эти парни»                 | Київ         | Ігор Ласточкін    |
| «Стоянівка»                     | Стоянівка    | Ігор Ласточкін    |
| «Луганська збірна»              | Луганськ     | Олена Кравець     |
| «Трио „Разные“ и Ведущая»       | Київ         | Олена Кравець     |
| «Загорецька Людмила Степанівна» | Львів        | Юрій Горбунов     |
| «Вінницькі»                     | Вінниця      | Юрій Горбунов     |
| «Отдыхаем вместе»               | Хмельницький | Ольга Полякова    |
| «МініПанки»                     | Полтава      | Ольга Полякова    |
| «The Бітлз»                     | Вінниця      | Н/Д               |
| «180 и выше»                    | Дніпро       | Н/Д               |
| «Брак Ромашка»                  | Нетанья      | Н/Д               |
| «Дружный акцент»                | Тбілісі      | Н/Д               |
| «Моделі»                        | Дніпро       | Н/Д               |
| «Как бы девушки»                | Кременчук    | Н/Д               |
| «Соединённые Штаты Истерики»    | Харків       | Н/Д               |
| «Гостиница-72»                  | Суми         | Н/Д               |
| «Летний вечер»                  | Київ         | Н/Д               |

## 1\16 фіналу

### 1 гра
| Назва команди                   | Олексій | Сергій | Антон | Ігор | Олена | Юрій | Ольга | Підсумок |
| ------------------------------- | ------- | ------ | ----- | ---- | ----- | ---- | ----- | -------- |
| «Отдыхаем вместе»               | ×       | 1      | 1     | 1    | 1     | 1    | ⭐️    | 5        |
| «Ніколь Кідман»                 | 1       | 1      | ⭐️    | 1    | 1     | 1    | 1     | 6        |
| «Библейская сборная»            | ⭐️      | 1      | 1     | 1    | ×     | 1    | 1     | 5        |
| «Крупа»                         | 1       | ⭐️     | 1     | ×    | 1     | 1    | 1     | 5        |
| «Загорецька Людмила Степанівна» | 1       | 1      | 1     | 1    | 1     | ⭐️   | 1     | 6        |
| «Стояновка»                     | 1       | ×      | 1     | ⭐️   | 1     | 1    | 1     | 5        |
| «Трио „Разные“ и Ведущая»       | ×       | 1      | 1     | 1    | ⭐️    | 1    | 1     | 5        |

| Назва команди             | Рішення суддів і зали | Результат |
| ------------------------- | --------------------- | --------- |
| «Трио „Разные“ и Ведущая» | проходить далі        | 1         |
| «Стояновка»               | наступна битва        | 0         |
| «Крупа»                   | проходить далі        | 1         |
| «Библейская сборная»      | наступна битва        | 0         |
| «Отдыхаем вместе»         | проходить далі        | 1         |

| Назва команди        | Рішення суддів і зали | Результат |
| -------------------- | --------------------- | --------- |
| «Библейская сборная» | вибуває               | 0         |
| «Стояновка»          | проходить далі        | 1         |

За результатом першої гри 1/16 фіналу гру покидає команда «Библейская сборная», тренером якої був Олексій Потапенко
Прим.1 У 1 грі 1/16 замість Сергія Сивохо був Євген Кошовий, у зв'язку з хворобою першого

### 2 гра
Замість Сергія Сивохо у зв'язку з його хворобою місце займе Євген Кошовий
| Назва команди      | Олексій | Євген | Антон | Ігор | Олена | Юрій | Ольга | Підсумок |
| ------------------ | ------- | ----- | ----- | ---- | ----- | ---- | ----- | -------- |
| «Чайка»            | ⭐️      | 1     | 1     | 1    | 1     | 1    | 1     | 6        |
| «Любимый город»    | 1       | ⭐️    | 1     | 1    | 1     | 1    | 1     | 6        |
| «Де Рішельє»       | 1       | 1     | ⭐️    | 1    | 1     | 1    | 1     | 6        |
| «Вот эти парни»    | 1       | 1     | 1     | ⭐️   | 1     | 1    | 1     | 6        |
| «Луганська збірна» | 1       | 1     | 1     | 1    | ⭐️    | 1    | 1     | 6        |
| «Вінницькі»        | 1       | 1     | 1     | 1    | 1     | ⭐️   | 1     | 6        |
| «МініПанки»        | 1       | 1     | 1     | 1    | 1     | 1    | ⭐️    | 6        |

| Назва команди      | Рішення        | Після якого питання пройшли |
| ------------------ | -------------- | --------------------------- |
| «Чайка»            | йдуть далі     | питання № 5                 |
| «МініПанки»        | йдуть далі     | питання № 4                 |
| «Вінницькі»        | йдуть далі     | питання № 2                 |
| «Любимый город»    | йдуть далі     | питання № 3                 |
| «Де Рішельє»       | наступна битва | --------------              |
| «Вот эти парни»    | йдуть далі     | питання № 1                 |
| «Луганська збірна» | наступна битва | --------------              |

| Назва команди      | Рішення    | Результат |
| ------------------ | ---------- | --------- |
| «Де Рішельє»       | йдуть далі | Перемога  |
| «Луганська збірна» | вибувають  | Програш   |

## 1\8 фіналу

### 1 гра
Замість Сергія Сивохо у зв'язку з його хворобою місце займе Євген Кошовий
| Назва команди                   | Олексій | Євген | Антон | Ігор | Олена | Юрій | Ольга | Підсумок |
| ------------------------------- | ------- | ----- | ----- | ---- | ----- | ---- | ----- | -------- |
| «Ніколь Кідман»                 | 1       | 1     | ⭐️    | 1    | 1     | 1    | 1     | 6        |
| «Отдыхаем вместе»               | ×       | 1     | 1     | 1    | 1     | 1    | ⭐️    | 5        |
| «Вот эти парни»                 | 1       | 1     | 1     | ⭐️   | 1     | 1    | 1     | 6        |
| «Чайка»                         | ⭐️      | 1     | 1     | 1    | 1     | 1    | ×     | 5        |
| «Любимый город»                 | 1       | ⭐️    | 1     | ×    | 1     | 1    | 1     | 5        |
| «Загорецька Людмила Степанівна» | 1       | 1     | 1     | 1    | 1     | ⭐️   | ×     | 5        |

| Назва команди                   | Рішення        |
| ------------------------------- | -------------- |
| «Отдыхаем вместе»               | йдуть далі     |
| «Чайка»                         | йдуть далі     |
| «Любимый город»                 | наступна битва |
| «Загорецька Людмила Степанівна» | наступна битва |

| Назва команди                   | Олексій | Євген | Антон | Ігор | Олена | Юрій | Ольга | Результат | Рішення    |
| ------------------------------- | ------- | ----- | ----- | ---- | ----- | ---- | ----- | --------- | ---------- |
| «Любимый город»                 |         | ⭐️    | 1     |      | 1     | ⭐️   |       | 2         | вибувають  |
| «Загорецька Людмила Степанівна» | 1       | ⭐️    |       | 1    |       | ⭐️   | 1     | 3         | йдуть далі |

### 2 гра
Замість Сергія Сивохо у зв'язку з його хворобою місце займе Євген Кошовий
| Назва команди             | Олексій | Євген | Антон | Ігор | Олена | Юрій | Ольга | Підсумок |
| ------------------------- | ------- | ----- | ----- | ---- | ----- | ---- | ----- | -------- |
| «Стоянівка»               | 1       | 1     | 1     | ⭐️   | 1     | 1    | 1     | 6        |
| «Вінницькі»               | 1       | 1     | 1     | 1    | 1     | ⭐️   | 1     | 6        |
| «Трио „Разные“ и Ведущая» | 1       | 1     | ×     | 1    | ⭐️    | 1    | 1     | 5        |
| «Крупа»                   | 1       | ⭐️    | 1     | ×    | 1     | 1    | 1     | 5        |
| «Де Рішельє»              | 1       | 1     | ⭐️    | 1    | ×     | 1    | 1     | 5        |
| «МініПанки»               | 1       | 1     | 1     | 1    | 1     | 1    | ⭐️    | 6        |

| Назва команди             | Рішення        |
| ------------------------- | -------------- |
| «Трио „Разные“ и Ведущая» | йдуть далі     |
| «Крупа»                   | наступна битва |
| «Де Рішельє»              | наступна битва |

| Назва команди | Олексій | Євген | Антон | Ігор | Олена | Юрій | Ольга | Результат | Рішення    |
| ------------- | ------- | ----- | ----- | ---- | ----- | ---- | ----- | --------- | ---------- |
| «Крупа»       | 1       | ⭐️    | ⭐️    | 1    |       | 1    |       | 3         | йдуть далі |
| «Де Рішельє»  |         | ⭐️    | ⭐️    |      | 1     |      | 1     | 2         | вибувають  |

## 1\4 фіналу

### 1 гра
| Назва команди                   | Олексій | Сергій | Антон | Ігор | Олена | Юрій | Ольга | Підсумок |
| ------------------------------- | ------- | ------ | ----- | ---- | ----- | ---- | ----- | -------- |
| «Крупа»                         | 1       | ⭐️     | 1     | ×    | 1     | 1    | 1     | 5        |
| «Вот эти парни»                 | 1       | ×      | 1     | ⭐️   | 1     | 1    | 1     | 5        |
| «МініПанки»                     | 1       | ×      | 1     | 1    | ×     | 1    | ⭐️    | 4        |
| «Трио „Разные“ и Ведущая»       | 1       | 1      | 1     | 1    | ⭐️    | 1    | 1     | 6        |
| «Загорецька Людмила Степанівна» | 1       | 1      | 1     | 1    | 1     | ⭐️   | 1     | 6        |

| Назва команди                   | Олексій | Сергій | Антон | Ігор | Олена | Юрій | Ольга | Підсумок |
| ------------------------------- | ------- | ------ | ----- | ---- | ----- | ---- | ----- | -------- |
| «Вот эти парни»                 | 1       | ×      | 1     | ⭐️   | 1     | 1    | 1     | 5        |
| «Трио „Разные“ и Ведущая»       | 1       | 1      | 1     | ×    | ⭐️    | 1    | 1     | 5        |
| «Загорецька Людмила Степанівна» | 1       | 1      | 1     | 1    | 1     | ⭐️   | 1     | 6        |
| «Крупа»                         | 1       | ⭐️     | 1     | 1    | 1     | 1    | 1     | 6        |

| Назва команди             | Олексій | Сергій | Антон | Ігор | Олена | Юрій | Ольга | Результат | Рішення    |
| ------------------------- | ------- | ------ | ----- | ---- | ----- | ---- | ----- | --------- | ---------- |
| «Вот эти парни»           |         |        |       | ⭐️   | ⭐️    |      |       | 0         | вибувають  |
| «Трио „Разные“ и Ведущая» | 1       | 1      | 1     | ⭐️   | ⭐️    | 1    | 1     | 5         | йдуть далі |

### 2 гра
Замість Олі Полякової місце займе Євген Кошовий
| Назва команди     | Олексій | Сергій | Антон | Ігор | Олена | Юрій | Євген | Підсумок |
| ----------------- | ------- | ------ | ----- | ---- | ----- | ---- | ----- | -------- |
| «Чайка»           | ⭐️      | 1      | 1     | ×    | 1     | 1    | 1     | 5        |
| «Вінницькі»       | 1       | 1      | 1     | 1    | 1     | ⭐️   | 1     | 6        |
| «Стоянівка»       | 1       | 1      | 1     | ⭐️   | 1     | 1    | 1     | 6        |
| «Ніколь Кідман»   | 1       | 1      | ⭐️    | ×    | 1     | 1    | 1     | 5        |
| «Отдыхаем вместе» | 1       | 1      | 1     | 1    | 1     | 1    | ⭐️    | 6        |

| Назва команди   | Олексій | Сергій | Антон | Ігор | Олена | Юрій | Євген | Результат | Рішення    |
| --------------- | ------- | ------ | ----- | ---- | ----- | ---- | ----- | --------- | ---------- |
| «Чайка»         | ⭐️      |        | ⭐️    |      |       | 1    | 1     | 2         | вибувають  |
| «Ніколь Кідман» | ⭐️      | 1      | ⭐️    | 1    | 1     |      |       | 3         | йдуть далі |

| Назва команди     | Олексій | Сергій | Антон | Ігор | Олена | Юрій | Євген | Підсумок |
| ----------------- | ------- | ------ | ----- | ---- | ----- | ---- | ----- | -------- |
| «Ніколь Кідман»   | 1       | 1      | ⭐️    | ×    | 1     | 1    | 1     | 5        |
| «Стоянівка»       | 1       | 1      | 1     | ⭐️   | 1     | 1    | 1     | 6        |
| «Отдыхаем вместе» | 1       | 1      | ×     | 1    | 1     | 1    | ⭐️    | 5        |
| «Вінницькі»       | 1       | 1      | 1     | 1    | 1     | ⭐️   | 1     | 6        |

| Назва команди     | Олексій | Сергій | Антон | Ігор | Олена | Юрій | Євген | Результат | Рішення    |
| ----------------- | ------- | ------ | ----- | ---- | ----- | ---- | ----- | --------- | ---------- |
| «Ніколь Кідман»   | 1       | 1      | ⭐️    |      |       |      | ⭐️    | 2         | вибувають  |
| «Отдыхаем вместе» |         |        | ⭐️    | 1    | 1     | 1    | ⭐️    | 3         | йдуть далі |

## Фінал
| Назва команди                   | Олексій | Сергій | Антон | Ігор | Олена | Юрій | Ольга | Результат |
| ------------------------------- | ------- | ------ | ----- | ---- | ----- | ---- | ----- | --------- |
| «Стоянівка»                     | 1       | 1      | 1     | ⭐️   | 1     | 1    | 1     | 6         |
| «Отдыхаем вместе»               | 1       | 1      | 1     | 1    | 1     | 1    | ⭐️    | 6         |
| «Загорецька Людмила Степанівна» | 1       | 1      | 1     | 1    | 1     | ⭐️   | 1     | 6         |

| Назва команди                   | Гість        | Олексій | Сергій | Антон | Ігор | Олена | Юрій | Ольга | Результат | Підсумок |
| ------------------------------- | ------------ | ------- | ------ | ----- | ---- | ----- | ---- | ----- | --------- | -------- |
| «Загорецька Людмила Степанівна» | DZIDZIO      | 1       | 1      | 1     | 1    | ×     | ⭐️   | 1     | 5         | 11       |
| «Отдыхаем вместе»               | Дядя Жора    | 1       | ×      | 1     | 1    | 1     | 1    | ⭐️    | 5         | 11       |
| «Стоянівка»                     | Петро Чорний | 1       | 1      | 1     | ⭐️   | 1     | 1    | 1     | 6         | 12       |

| Назва команди                   | Олексій | Сергій | Антон | Ігор | Олена | Юрій | Ольга | Результат | Загальний підсумок |
| ------------------------------- | ------- | ------ | ----- | ---- | ----- | ---- | ----- | --------- | ------------------ |
| «Отдыхаем вместе»               | 1       | 1      | ×     | 1    | 1     | 1    | ⭐️    | 5         | 16                 |
| «Стоянівка»                     | 1       | 1      | 1     | ⭐️   | 1     | 1    | 1     | 6         | 18                 |
| «Загорецька Людмила Степанівна» | 1       | 1      | 1     | 1    | 1     | ⭐️   | 1     | 6         | 17                 |

За рішенням суддів та глядачів переможцями третього сезону стали команди «Стоянівка» (тренер Ігор Ласточкін) і «Загорецька Людмила Степанівна» (тренер Юрій Горбунов).